# Kim Moon-soo (badmintonner)
Kim Moon-soo (Hangul: 김문수 Hanja: 金文秀, HKR: Gim Mun-su, M-R: Kim Mun-su)  (Busan, 29 december 1963)  is een voormalig Zuid-Koreaans badminton-speler.
Moon-soo won tweemaal de wereldkampioenschappen badminton in het mannelijke dubbelspel (samen met Park Joo-bong) en driemaal de Open Engelse kampioenschappen.
Het hoogtepunt uit zijn carrière was het winnen van de gouden medaille op de Olympische Spelen van 1992 in Barcelona in het mannelijke dubbelspel, wederom met Park Joo-bong. Ze versloegen de Indonesische spelers Eddy Hartono en Rudy Gunawan in de finale met 15-11 en 15-7.
Andere grote overwinningen waren het winnen van de Open kampioenschappen van Singapore, de Open kampioenschappen Indonesië, de Open kampioenschappen van Korea, winnaar van de Aziatische Spelen in het badminton en het winnen van de Aziatische kampioenschappen.
Kim Moon-soo werd in 2002 opgenomen in de Badminton Hall of Fame.